# Швеція на Європейських іграх 2015
Швеція на перших Європейських іграх у Баку була представлена 72 атлетами.

## Медалісти
| Медаль | Спортсмен        | Спорт                          | Дисципліна                      |
| ------ | ---------------- | ------------------------------ | ------------------------------- |
| Золото | Софія Маттссон   | Боротьба                       | До 55 кг вільним стилем (жінки) |
| Срібло | Петтер Меннінг   | Веслування на байдрках і каное | K1 200 м (чоловіки)             |
| Срібло | Штефан Нілссон   | Стрільба                       | Скіт (чоловіки)                 |
| Срібло | Анна Лорелл      | Бокс                           | До 75 кг (жінки)                |
| Бронза | Ліза Нурден      | Тріатлон                       | Індивідуальний (жінки)          |
| Бронза | Нікіта Гласновіц | Тхеквондо                      | До 57 кг (жінки)                |
| Бронза | Елін Йоханссон   | Тхеквондо                      | До 67 кг (жінки)                |